# Кривавий кулак 4: Смертельна спроба
Кривавий кулак 4: Смертельна спроба (англ. Bloodfist IV: Die Trying) — американський бойовик 1992 року.

## Сюжет
Денні Холт, людина яка займається конфіскацією автомобілів з непогашеним кредитом. Одного разу чергова конфіскація закінчується тим, що ображені колишні власники автівки, контрабандисти зброї, починають мстити. У числі інших акцій, вони крадуть дочку головного героя. Він змушений завдати удар у відповідь.

## У ролях
- Дон «Дракон» Вілсон — Денні Холт
- Катя Сассун — Ліза
- Аманда Вайсс — Шеннон
- Кейл Браун — Вейсс
- Ліз Торрес — лейтенант Гарсія
- Ден Мартін — Джоі
- Діно Хомсі — прихвостень 1
- Джин ЛеБелл — кремезний
- Джеймс Толкан — Агент Стерлінг
- Херман Попп — Агент Харді
- Стефен Джеймс Карвер — детектив Стокс
- Гері Деніелс — Обличчя зі шрамом
- Джон ЛаМотта — Сел
- Ленні Цітрано — Тоні
- Дін Каталас — Гектор
- Алан Пало — Джордж
- Александр Фолк — Рон
- Роберт Ноубл — Марті
- Хезер Лорен Олсон — Моллі
- Майкл МакДональд — диктор
- Девід Паркер — Ед
- Мімі Севадж — Карла
- Джон Крейн — охоронець
- Джим Вайз — поліцейський
- Джон Х. Еванс — поліцейський
- Річард Хокберг — Tech
- Джордж К. Цыбульскі — Ларі
- Дейл Джейкобі — прихвостень 2
- Джек Марстон — ведущій
- Моріс Тревіс — вбивця 1
- Джефф Подгурскі — вбивця 2
- Джон Агро — Агент ФБР 1
- Річард Рабаго — Агент ФБР 2
- Рі Манзон — Агент ФБР 3
- Денні Лопез — Агент ФБР 4
- Марк Сіціліані — Агент ФБР 5
- Жан Едді — Агент ФБР 6
- Артуро Перез — Агент ФБР 7
- Тад Мейтс — горлоріз 1
- Денніс Кейффер — горлоріз 2
- Аарон Грір — поліцейський